# Orizzonte cosmologico

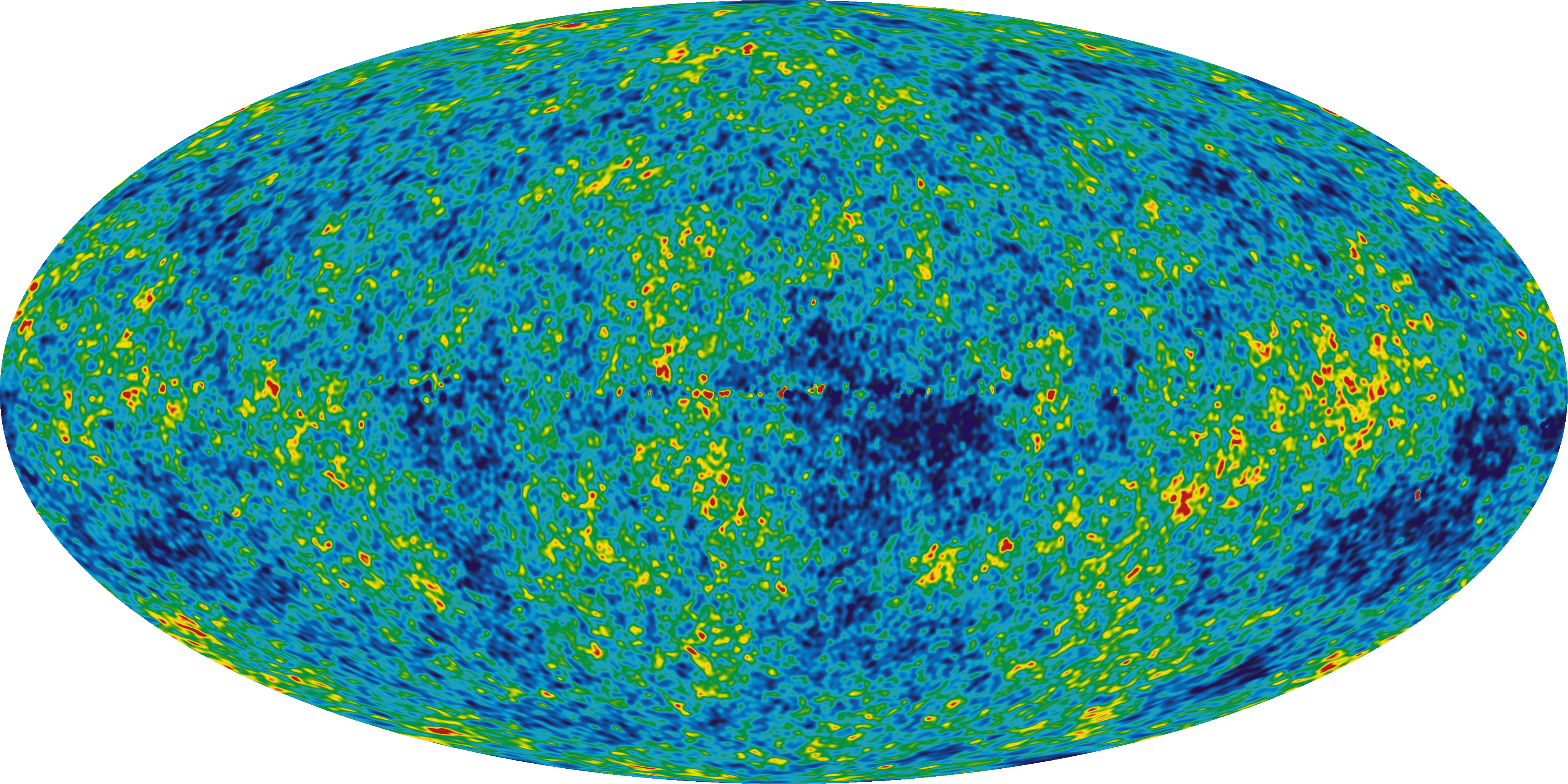
La mappa delle fluttuazioni della radiazione cosmica di fondo, originatasi 380.000 anni dopo il Big Bang, è riferita all'universo osservabile.

In cosmologia con orizzonte cosmologico si definisce il limite di osservabilità dell'universo da parte di un ipotetico osservatore terrestre causato dagli effetti cosmologici.
L'esistenza, le proprietà e il significato dell'orizzonte cosmologico sono direttamente correlati al modello cosmologico che viene preso in considerazione. In ogni caso è opportuno notare che l'orizzonte cosmologico non è il limite effettivo dell'universo, ma solo un limite osservativo. Si consideri come paragone quello di un osservatore che non è in grado di percepire visivamente i limiti dell'oceano che sta attraversando: analogamente per l'osservatore terrestre è possibile vedere soltanto la luce che proviene da aree dello spazio poste all'interno dell'orizzonte cosmologico. La differenza però consiste nel fatto che l'orizzonte cosmologico è un concetto dinamico, poiché in ogni momento ci perviene "nuova" luce che amplia l'orizzonte stesso.
Talvolta ci si riferisce all'orizzonte cosmologico come all'universo osservabile, volendo sottolineare come quello visibile sia un universo decisamente più piccolo (di diversi ordini di grandezza) rispetto all'universo che esiste oltre i limiti della osservazione percepita. Facendo un esempio concreto di tale grandezza: se l'intero orizzonte cosmologico fosse contenuto in una sfera del diametro di una moneta, e se la teoria inflazionaria fosse corretta, l'universo che giace oltre questo orizzonte sarebbe grande quanto l'intero globo terrestre.

## Considerazioni teoriche

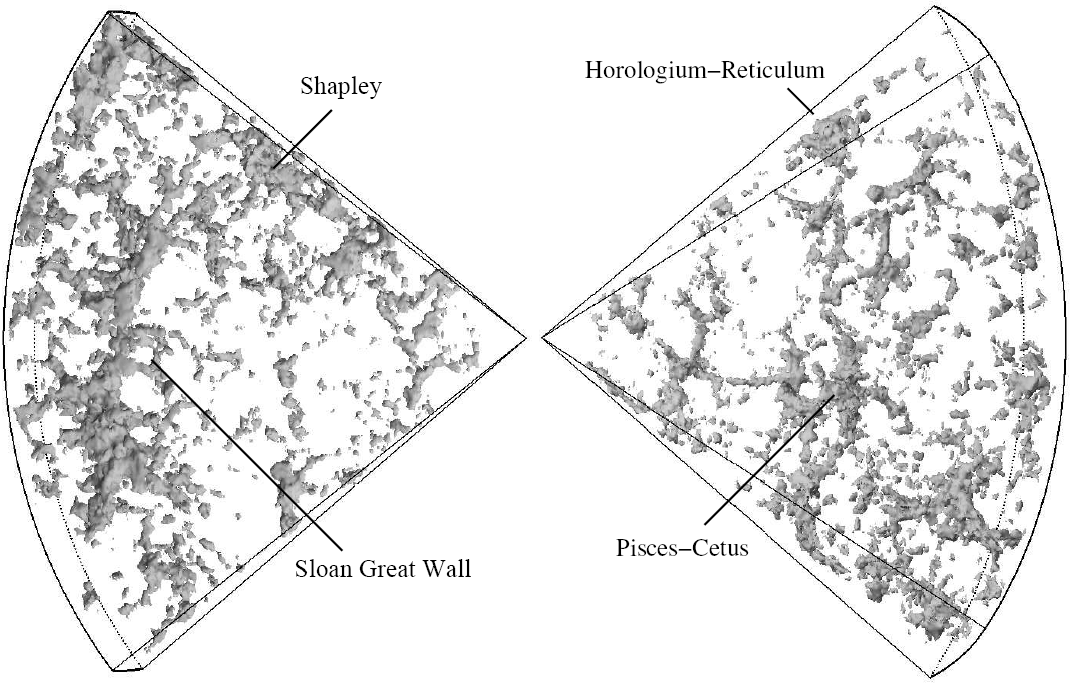
Lo Sloan Great Wall in una ricostruzione basata sui dati della 2dF Galaxy Redshift Survey, è una delle più estese strutture osservabili.

Partendo dalla considerazione che la velocità della luce ha un valore finito, quella che arriva a noi da oggetti molto distanti ce li mostra come erano quando la luce era partita. Ad esempio, ora noi osserviamo la galassia di Andromeda, che dista due milioni di anni luce, come risultava due milioni di anni fa. Se si pensa che con gli strumenti a nostra disposizione, oggigiorno possiamo osservare oggetti del profondo cielo quali galassie, ammassi globulari e quasar lontani 13 miliardi di anni luce, è come se vedessimo l'universo quando era molto giovane. 
In base alla legge di Hubble, si sa che quanto più una galassia è distante, tanto più la velocità con cui si allontana è maggiore (cioè essa ha un alto redshift). Se stiamo guardando un oggetto lontano dieci miliardi di anni luce e lo volessimo vedere come era 5 miliardi di anni fa dovremo attendere ancora 5 miliardi di anni; possiamo perciò affermare che ci sono zone dello spazio-tempo, in ogni istante, alle quali noi non possiamo avere accesso; d'altra parte ad osservatori di altre galassie non è accessibile parte del nostro passato.
Quindi il nostro orizzonte cosmologico, cioè quella sezione dello spazio-tempo a noi accessibile, è definito solo per un dato istante e solo per una data condizione di osservazione; quello che resta al di fuori di esso a noi è precluso, tanto più per l'osservazione visiva. 
Si può dire che due oggetti, in uno spazio, sono in contatto causale se esiste la possibilità di comunicare per mezzo di un segnale e quindi provocare una reazione da parte dell'oggetto che riceve il segnale stesso. Siccome il segnale viaggia a una velocità finita, l'effetto potrà essere sentito solamente dopo un certo tempo. Esiste un notevole grado di omogeneità ed isotropia anche in regioni dell'universo molto lontane, tanto da essere ognuna al di fuori dell'orizzonte causale dell'altra; poco dopo l'introduzione della teoria del Big Bang, è apparso subito problematico ai cosmologi spiegare come sia stato possibile lo scambio di informazione che ha permesso a queste regioni di assumere le stesse proprietà, se le distanze erano superiori a quelle che i segnali avrebbero potuto percorrere dall'inizio fino ad oggi.
Per risolvere questo problema, nel 1979 Alan Guth propose allora una modifica al modello del Big Bang, proponendo il cosiddetto modello inflazionario, secondo il quale nei primissimi istanti dopo il Big Bang (per la precisione {\displaystyle 10^{-35}} secondi dopo) l'universo ha subito una rapidissima espansione detta inflazione che nel giro di {\displaystyle 10^{-32}} secondi gli ha fatto aumentare le dimensioni di un fattore {\displaystyle 10^{30}}; successivamente tutto sarebbe proseguito secondo la classica teoria del Big Bang.
Prima della fase inflativa l'universo era così piccolo che le galassie si trovavano in contatto causa-effetto, e verrebbe così risolta la questione dell'orizzonte. Secondo Guth ciò che produsse l'inflazione è da ricercare nell'unificazione delle quattro interazioni fondamentali: forza gravitazionale, elettromagnetica, nucleare debole e nucleare forte; queste forze non sarebbero altro che manifestazioni diverse di un'unica interazione fondamentale. Nei primi istanti di vita dell'universo, a causa della temperatura estremamente elevata, esse erano unificate, e solo in seguito, a causa dell'espansione e del raffreddamento esse si sarebbero diversificate.

## Descrizione
Se l'universo non fosse in continua espansione progressiva, il suo raggio misurerebbe esattamente la sua età, cioè 13,8 miliardi di anni luce; dato che però il nostro universo ha una espansione ben definita, osservabile e misurabile, proporzionale alla distanza dell'osservazione (ad es. doppio della distanza equivale al doppio della velocità di recessione), si potrebbe erroneamente calcolare che l'orizzonte cosmico si trovi a circa 46 miliardi di anni luce, poiché nel tempo trascorso l'espansione è continuata progressivamente, e per le zone più distanti dall'osservazione questa recessione avviene a velocità superluminali; ma la velocità di espansione, poiché in costante accelerazione, non permette alla luce degli oggetti che si trovino oltre la distanza di Hubble di raggiungerci, poiché lo spazio si dilata più velocemente di quanto si propaghi luce, che non potrà mai raggiungere l'osservatore. Oltre l'orizzonte dell'universo, posto a 16 miliardi di anni luce dall'osservazione, leggi fisiche, spazio e tempo perdono significato e contatto causale, cioè non esisterà mai la possibilità di osservare o scambiare alcun segnale, interazione o informazione. In pratica esce dalla realtà dell'osservatore (e quindi, di fatto, "al di fuori" del suo Universo).

## Età della luce
Secondo le teorie più recenti, la luce ha cominciato a propagarsi nell'universo almeno 13,2 miliardi di anni fa, dopo la cosiddetta dark age, ovvero una fase primordiale in cui, data l'enorme densità dell'universo neoformato, non sarebbero ancora esistite le stelle e, quindi, sorgenti luminose. Questa fase non dovrebbe essere durata più di 0,5 miliardi di anni.